# Aurelius et Natalia
Aurelius et Natalia (morts en 852 après J.-C.) formaient un couple chrétien exécuté par Abd ar-Rahman II, Émir de Cordoue, pour avoir refusé d'abjurer leur foi. Ils sont considérés comme des martyrs et des saints de l'Église catholique et de l'Église orthodoxe.

## Biographie
Aurelius naquit dans une famille aisée de Séville. Son père était un Arabe musulman et sa mère une Espagnole chrétienne. Orphelin enfant, il fut élevé par sa tante, peut-être secrètement chrétienne. À cette époque, les chrétiens étaient persécutés dans les royaumes maures d'Espagne.
Aurelius épousa Sabigotho, une jeune fille issue d'une famille musulmane. Après leur mariage, Sabigotho décida de se convertir au christianisme et prit le nom de Natalia. Le couple vécut dans l'émirat de Cordoue, eut une fille et vécut secrètement comme chrétien. À cette époque, se convertir de l'islam au christianisme était un crime capital.
Un jour, Aurèle assista à la flagellation publique d'un marchand chrétien qui avait publiquement professé sa foi en Christ. Choqués par cet événement, Aurèle et Natalia décidèrent qu'ils ne pouvaient plus cacher leur foi. Ils mirent de l'argent de côté pour leur fille et donnèrent le reste de leurs économies aux pauvres. Ils commencèrent alors à proclamer ouvertement leur foi et à se soucier des chrétiens emprisonnés.

## Vénération
La fête d'Aurèle et de Natalia est le 27 juillet. Ils comptent parmi les martyrs de Cordoue, 48 chrétiens exécutés dans cette ville entre 850 et 859 apr. J.-C.
Les reliques d'Aurèle sont conservées dans un autel de la basilique-cathédrale métropolitaine de Santa María la Antigua à Panama.